# Koninklijke Beiaardschool Jef Denyn

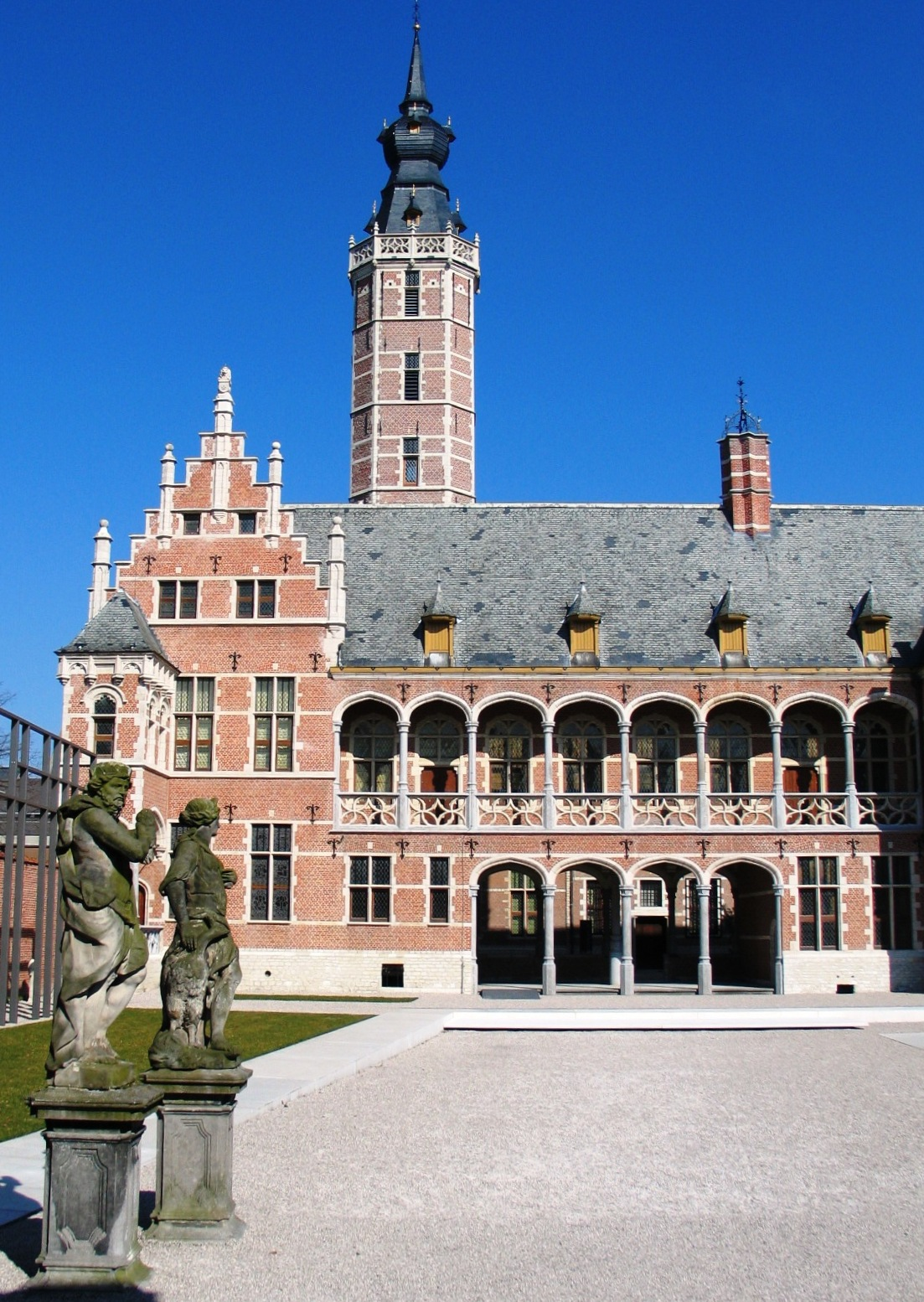
In het hof van Busleyden hangt in het torentje het oefencarillon van de beiaardschool Jef Denyn

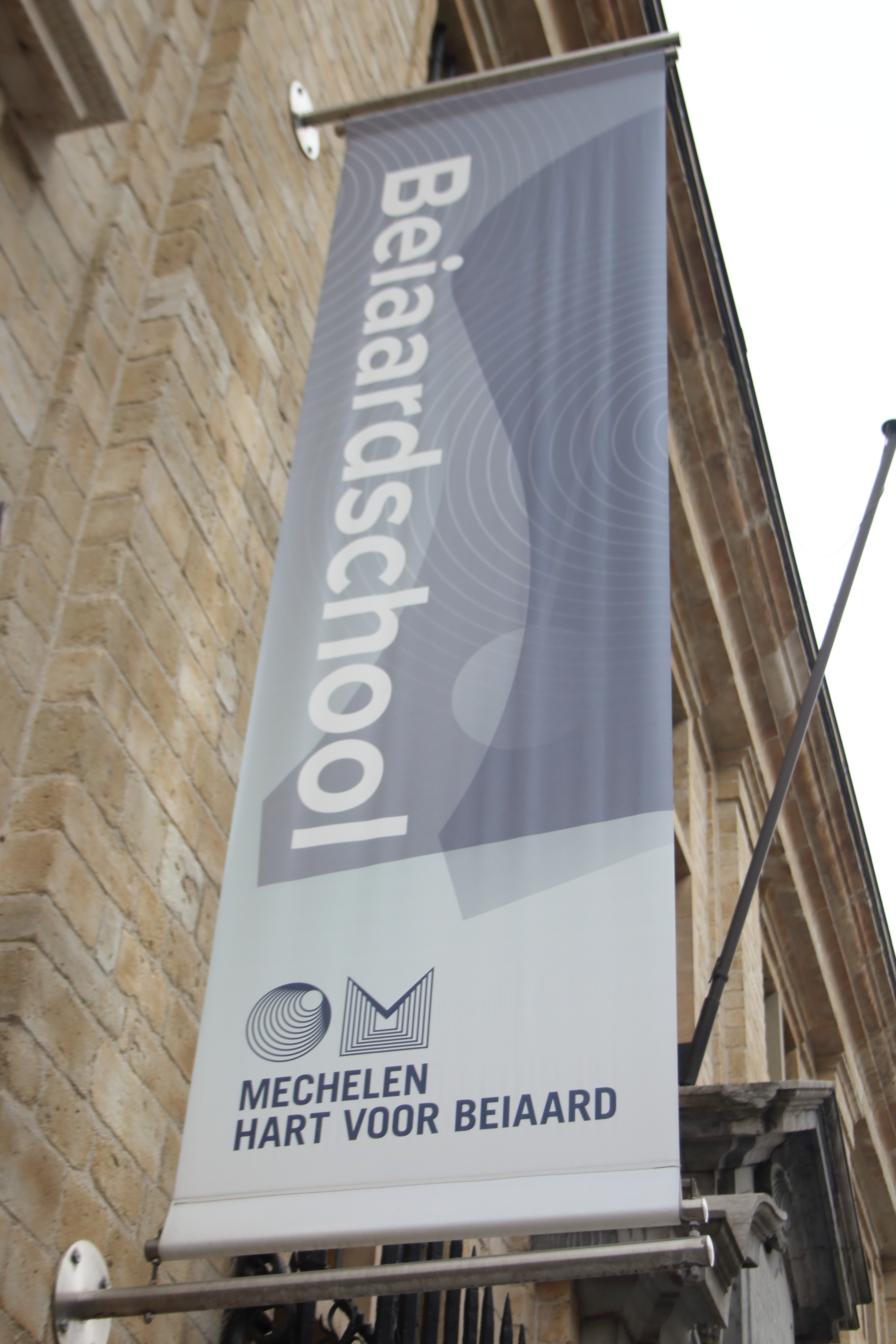

De Koninklijke Beiaardschool Jef Denyn is een Belgische beiaardschool gelegen aan de Bruul te Mechelen. Ze was de eerste in haar soort en geniet internationale faam. Daarnaast is ze de organisator en drijvende kracht van enkele internationale manifestaties zoals de vijfjaarlijkse Koningin Fabiolawedstrijd en  masterclasses.

## Geschiedenis
De eerste ideeën voor deze opleiding dateren al van 1912, de Eerste Wereldoorlog zorgde voor een aanmerkelijke vertraging. De Koninklijke Beiaardschool werd uiteindelijk opgericht in 1922 te Mechelen door de beiaardier Jef Denyn en werd mede mogelijk gemaakt door financiële steun van de Amerikanen Herbert Hoover, John D. Rockefeller jr. en William Gorham Rice. 2 jaar later (1924) kwam de school onder toezicht van de Rijksinspectie voor Muziekonderricht en in 1957 ten slotte werd ze door het Ministerie van Onderwijs erkend en gesubsidieerd in het kader van de schoolpactwetgeving.
In 1959 ontving de school de titel Koninklijke Beiaardschool 'Jef Denyn', Internationaal Hoger Instituut voor Beiaardkunst van Koning Boudewijn. Drie jaar later (1962) werd de school verheven tot '1e categorie' en daarmee feitelijk gelijkgesteld met de gemeentelijke conservatoria en -academies.
Op 5 april 1984 opende de Koninklijke Beiaardschool een afdeling in de schoot van de Katholieke Universiteit Leuven. In hetzelfde jaar verleende Koningin Fabiola haar hoge bescherming aan de Koninklijke Beiaardschool en werd de campanologie en de beiaardcultuur vanuit Mechelen voor het eerst naar Japan uitgedragen.  In januari 1990 werd een tweede afdeling geopend in het Instituut 'Pro Musica' (Belgium-Flanders Exchange Center) te Osaka, Japan. Een jaar later volgde een afdeling in Halle.
In 1995 werd de school uitgeroepen tot Cultureel Ambassadeur van Vlaanderen en in 2004 erkende de Vlaamse Regering de unieke positie van de beiaardschool en werd deze formeel geherpositioneerd in het Vlaamse onderwijs. De school verwief een bijzondere zelfstandige status en daarmee erkend als onafhankelijke gespecialiseerde hogere beroepsopleiding. Dit geeft haar het recht om bij regeringsbesluit erkende getuigschriften (laureaatsniveau) af te leveren.
in 2008 besloot de raad van beheer unaniem om de inrichtende macht van de school over te dragen aan de stad Mechelen.

## Structuur

### Directeurs
| Directeur          | van  | tot   |
| ------------------ | ---- | ----- |
| Jef Denyn          | 1922 | 1944  |
| Staf Nees          | 1944 | 1965  |
| Piet Van den Broek | 1965 | 1981  |
| Jo Haazen          | 1981 | 2010  |
| Koen Cosaert       | 2010 | heden |

### Omschrijving
De beiaardschool behoort tot het officieel gesubsidieerd onderwijs met gespecialiseerd leerplan. Behalve oefenklavieren in de school zelf, beschikt de school over een echte beiaard in het Hof van Busleyden en de kamerbeiaard in het beiaardpaviljoen van de Sinte-Mettetuin. De leerlingen maken daarnaast ook gebruik van twee andere beiaarden in de stad, waaronder die van de Sint-Romboutskathedraal.
Het studieplan is gespreid over zes leerjaren en omvat de vakken:
- instrument-beiaardspel
- theorie en techniek van de beiaard
- harmonie en practische harmonie
- harmonie, arrangement en compositie
- campanologie
- improvisatie
- samenspel en handbellenkoor

Daarnaast dient er in de 4e graad een studie over een campanologisch onderwerp gemaakt te worden.

### Afdelingen
Naast de hoofdschool in Mechelen zijn er nog afdelingen van de Koninklijke Beiaardschool te:
- Leuven: Deze afdeling werd opgericht in 1984. De school maakt gebruik van de beiaard van de universiteitsbibliotheek van de stad.
- Roeselare: Deze afdeling is opgericht in 1991 in samenwerking met het Roeselaarse stadsbestuur. De beiaardiers van Ieper, Wingene en Nieuwpoort alsook de assistent-beiaardier van Roeselare volgden hier hun opleiding.
- Peer: Deze afdeling is opgericht in 2002 en is befaamd voor haar Amerikaans standaardklavier.

## Locaties

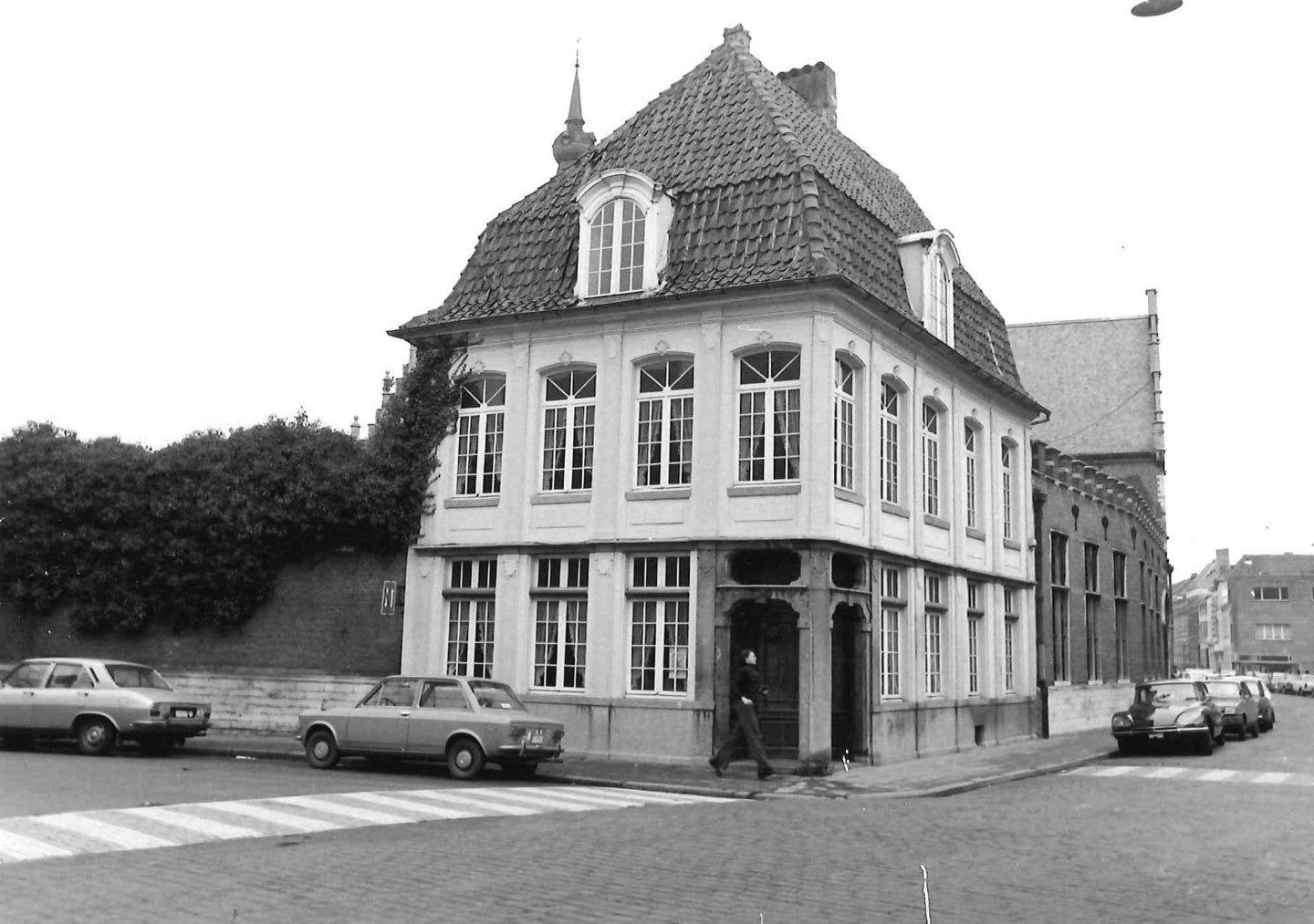
De vroegere zetel t Schipke

De beiaardschool was aanvankelijk gevestigd op de Wollemarkt. In de dertiger jaar verhuisde de school naar een pand in de Minderbroedersgang. Tijdens de oorlog werd een huis in de Begijnenstraat gebruikt. Van 1947 tot 2011 was de school gevestigd in 't Schipke, een beschermd rococo huis op de hoek van Sint-Jansstraat en de Frederik de Merodestraat. Sinds oktober 2011 is de school te vinden in de voormalige Norbertinessenpriorij Onze-Lieve-Vrouw van Leliëndaal aan de Bruul.